# آرکونی
آرکونی (به فرانسوی: Arquenay) یک کمون در فرانسه است که در ماین واقع شده‌است. آرکونی ۲۵٫۲۵ کیلومتر مربع مساحت دارد ۸۰ متر بالاتر از سطح دریا واقع شده‌است.